# 茉莉香米
茉莉香米（泰語：  ;皇家轉寫：Khao hom mali ;泰語發音：[kʰâːw hɔ̌ːm malíʔ] ），常被称为泰国香米，源自秈稻品種，為香米之一。
茉莉香米主要种植在泰国、 柬埔寨、 老挝和越南南部。茉莉香米煮熟后质地湿润柔软，略带甜味。煮熟后有点粘，但因为支链淀粉较少所以其粘性不如糯米。茉莉香米的粘性大约是美国长粒米的三倍。
收获茉莉香米时，需要对长茎进行切割和脱粒处理。通过对稻谷去壳可以生产出糙米，或通过碾磨稻谷去除胚芽和麸皮，可以生产出白米。

## 类型
泰国的茉莉香米形状比较细长。  :12-13 泰国出产的茉莉香米有白米和糙米两种。  绝大多数出口到北美和欧洲的茉莉香米是泰国茉莉香米，有少数来自越南。在泰国，人们认为只有素林府、武里南府和四色菊府可以生产出高品质的香米。  柬埔寨种植的茉莉香米和泰国香米具有许多相同的特征，因为两者主要种植于在东北部泰柬边境的两侧。柬埔寨茉莉香米经过碾磨和抛光也可以加工成白米和糙米。茉莉香米虽然也在老挝和越南南部种植，但并不是主要的水稻品种。老挝主要种植糯米，越南主要种植普通水稻。 

### 白米
煮熟后，白茉莉香米质地干燥。  :8-13 其香气是由芳香化合物2-乙酰基-1-吡咯啉的蒸发引起的。  :8-13

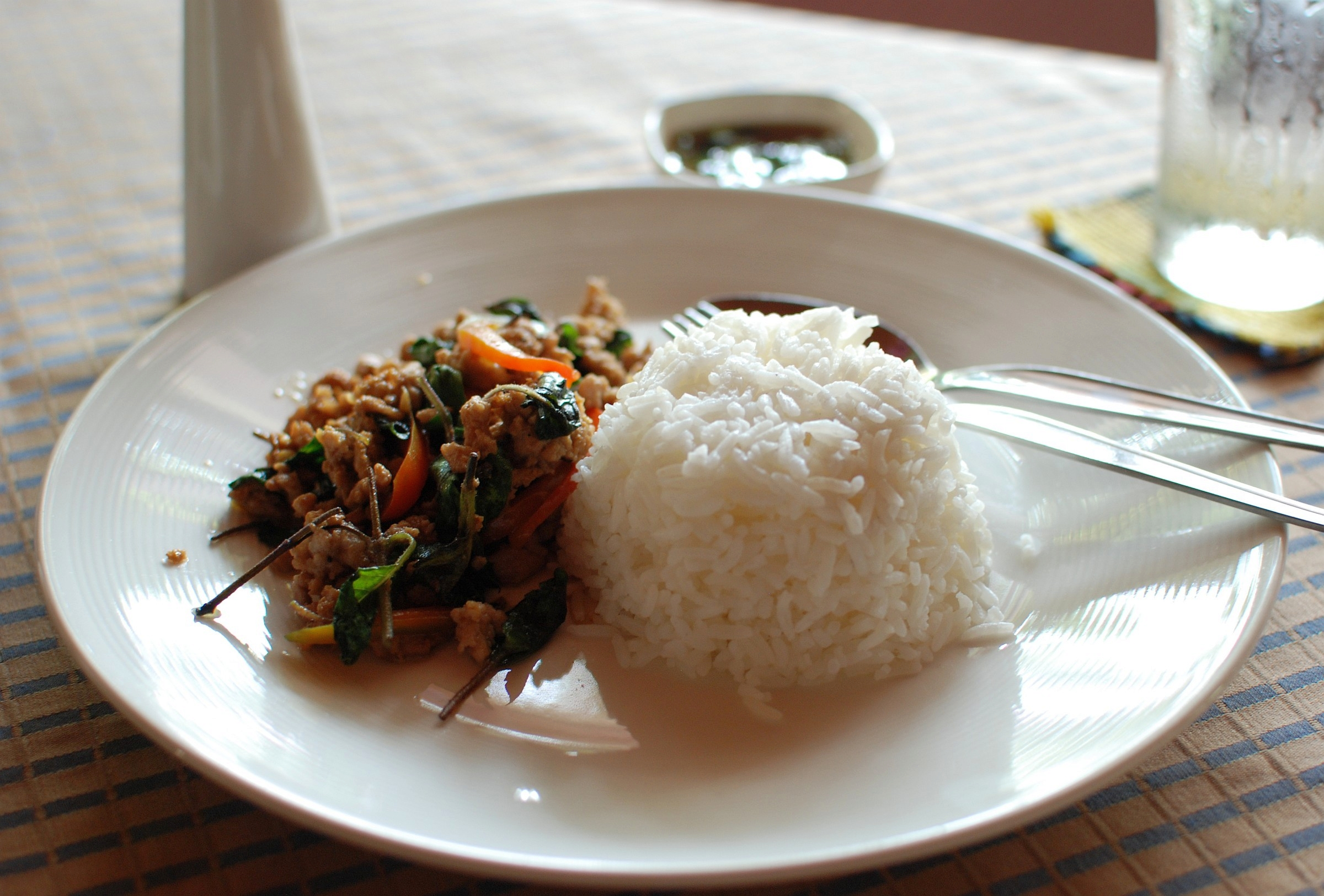
白茉莉香米饭配罗勒炒肉末
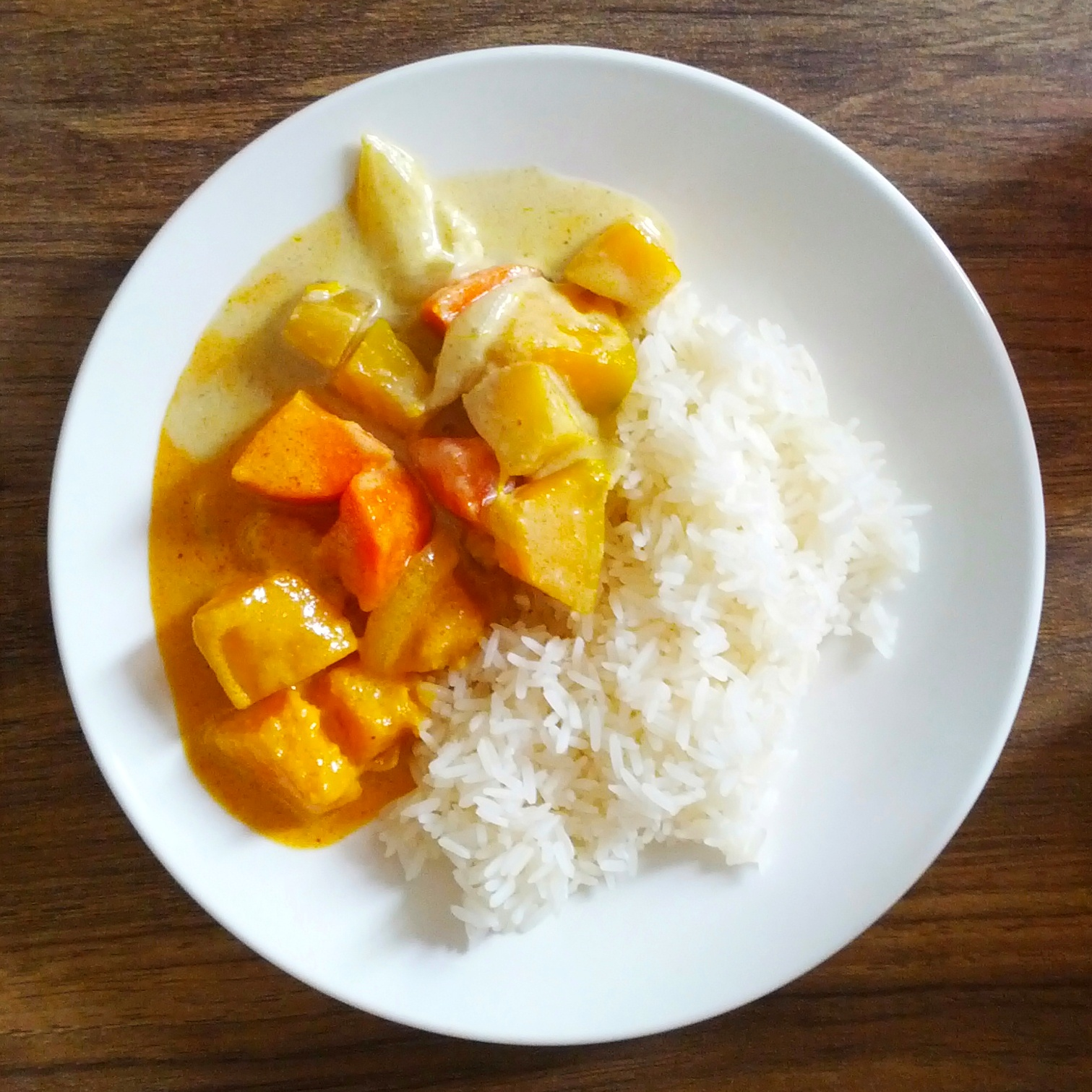
泰式黄咖喱配茉莉香米
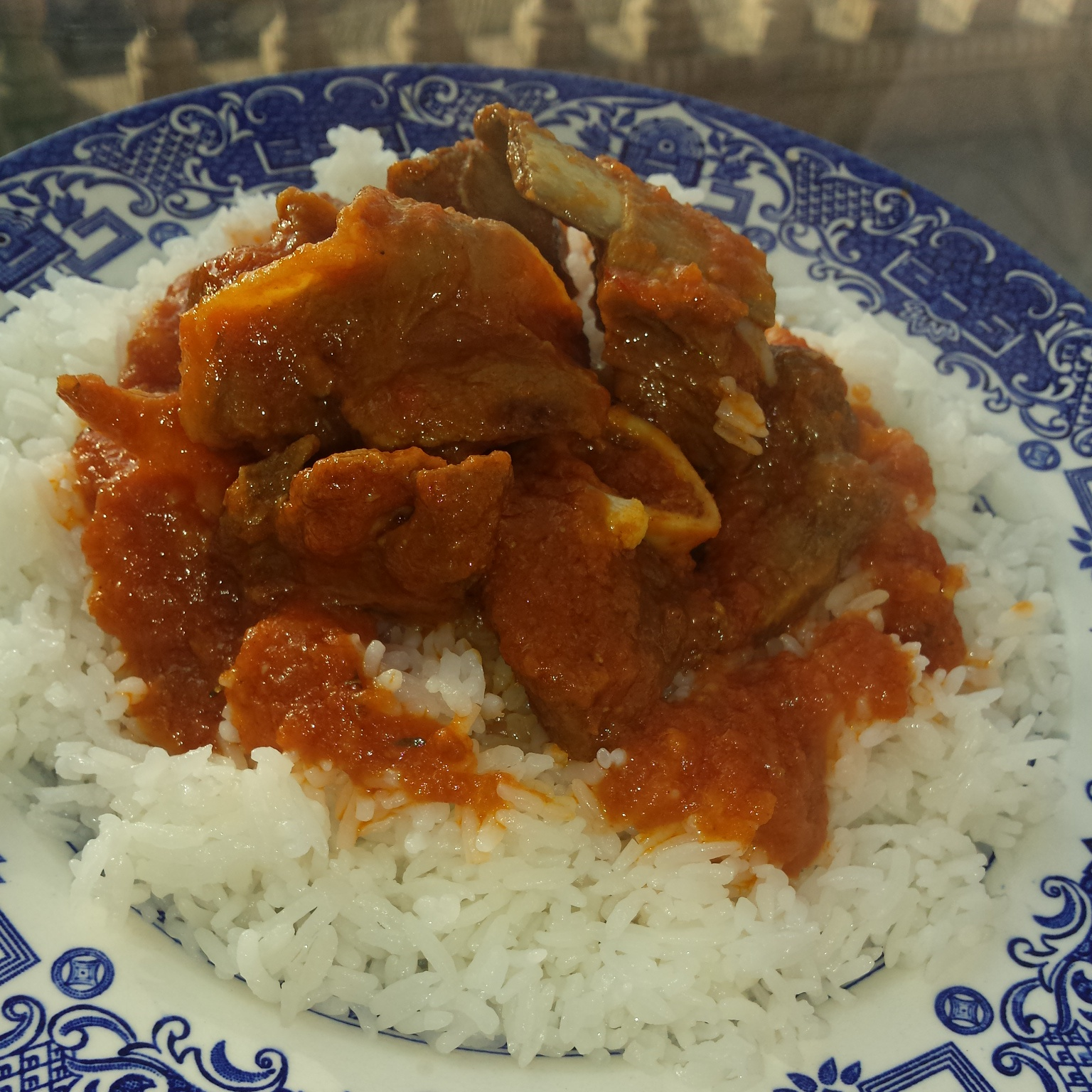
尼日利亚山羊肉炖茉莉香米
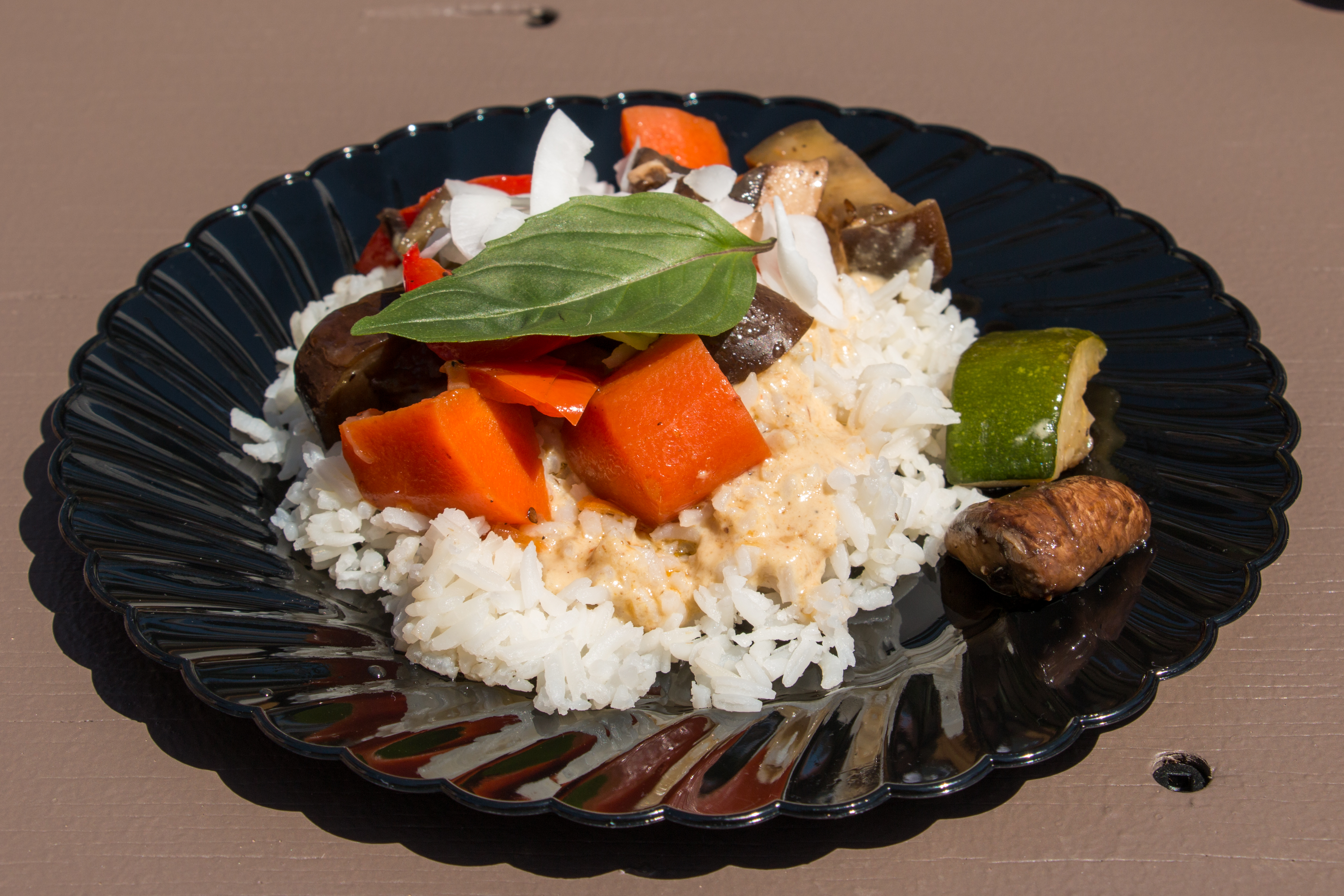
金泰式咖喱蔬菜配茉莉香米

### 糙米
糙米保留了米粒上浅褐色的外层。 它比白茉莉香米更健康，因为它仍然含有麸皮。 糙米具有燕麦的味道，并含有γ-谷维素，可以降低血管中的胆固醇。 布朗香米具有维生素如维生素A ，维生素B ，和β-胡萝卜素，也含有支持神经系统工作的抗氧化剂。 

### 升糖指数
茉莉香米的升糖指数为 68-80。  升糖指数为 55 或更低的食物在糖尿病患者的饮食中是首选，因为它们吸收较慢，可防止食用后血糖大幅飙升。并非所有大米的升糖指数都很高。例如，印度香米的升糖指数相对较低，为 59。然而，单独食用米饭并不常见。通常与其他食物一起食用，可以将其血糖指数降低 20-40%。 

## 烹饪用途
茉莉香米非常适合搭配炒、烤、炸或红烧等烹饪方式，也适合放入汤中（在烹饪米饭过程中可以少放一点水，令米饭稍微干一点）。適合炒飯，不容易過於軟爛。 

## 认证
在澳门举行的2017年世界大米大会上，来自泰国的hom mali 105（茉莉香米）击败了其它21个竞争品种，被宣布为世界上最好的大米。 泰国向比赛提交了三个水稻品种。这是泰国茉莉香米近九年来第五次获此殊荣。 比赛的评委是来自澳门餐厅的厨师。评判的标准是味道和米粒的形状。